# Gary Glitter
Gary Glitter (* jako Paul Francis Gadd, 8. května 1944 Banbury) je anglický glam rockový zpěvák a skladatel. Nejvíce se proslavil skladbou „Rock and Roll“ z roku 1972.
Jeho kariéru v podstatě ukončila aféra s dětskou pornografií. Počítačový technik mu našel v počítači tisíce obrázků a soudce jej posléze v roce 1999 poslal na čtyři měsíce do vězení. Pak nějaký čas cestoval po světě, až vzbudil pozornost ve Vietnamu, kde byl odsouzen k vězení za sexuální obtěžování nezletilých.

## Diskografie

### Studiová alba
- (1972) Glitter
- (1973) Touch Me
- (1975) G. G.
- (1977) Silver Star
- (1984) Boys Will Be Boys
- (1991) Leader 2
- (2001) On

### Živá alba
- (1974) Remember Me This Way
- (1988) Gary Glitter's Gangshow: The Gang, the Band, the Leader
- (1990) Live and Alive
- (2005) Live in Concert

### Kompilace
- (1976) Greatest Hits
- (1977) I Love You Love Me Love
- (1979) Always Yours
- (1980) Leader
- (1981) Golden Greats
- (1987) C'mon, C'mon ... It's the Gary Glitter Party Album
- (1992) Many Happy Returns
- (1995) 20 Greatest Hits
- (1997) The Ultimate Gary Glitter (také jako 25 Years of Hits)
- (1998) Rock and Roll - Gary Glitters Greatest Hits
- (2003) The Early Years
- (2005) The Remixes
- (2006) The Best of Gary Glitter